# Get Over (Soweluの曲)
「Get Over」（ゲット オーバー）とは、日本の歌手、Soweluの楽曲で、11枚目のシングルである。2005年11月16日発売（発売元はデフスターレコーズ）。
通常盤と初回生産限定盤の2種リリース。初回生産限定盤はDVD付き。

## 収録内容

### CD
1. Get Over [5:04]
  - 作詞：Sowelu・Shoko Fujibayashi　作曲：Takuya Harada　編曲：ICEDOWN for 確変プロダクション
2. my love + your love[4:57]
  - 作詞：Sowelu・H.U.B.　作曲：Sonomi Tameoka　編曲：SHINGO.S
3. Get Over(Radio Edit)[4:12]
4. Get Over(Instrumental) [5:03]
5. my love + your love(Instrumental) [4:58]

### 初回盤付属DVD
1. Get Over
2. Making of Get Over

## 収録アルバム
ベスト
- 『Sowelu THE BEST 2002-2009』 (#1)

## タイアップ
Get Over
- 日本テレビ系「クイズ発見バラエティー イッテQ!」エンディングテーマ